# Optická mohutnost
Optická mohutnost je veličina, která vyjadřuje zakřivenost čočky.

## Značení
- Značka veličiny: D nebo φ
- Obvyklá jednotka: dioptrie, oficiální značka jednotky není stanovena, používá se D, dpt
- Jednotka SI: m−1

## Výpočet
Optická mohutnost se určí jako převrácená hodnota obrazové ohniskové vzdálenosti čočky, tzn.
{\displaystyle \varphi ={1 \over f'}}

## Vlastnosti
Pro tenké čočky, které se vzájemně dotýkají, lze optickou mohutnost výsledného optického systému přibližně určit jako součet optických mohutností jednotlivých čoček.
Optická mohutnost se využívá např. v oftalmologii.